# Phòng trưng bày Nghệ thuật Quốc gia Praha
Phòng trưng bày Nghệ thuật Quốc gia Praha (tiếng Anh: National Gallery Prague, tiếng Séc: Národní galerie Praha, viết tắt là NGP), trước đây còn gọi là Phòng trưng bày Quốc gia ở Praha (Národní galerie v Praze), là một phòng trưng bày nghệ thuật do nhà nước quản lý ở Praha. Đây là nơi trưng bày các kiệt tác nghệ thuật không chỉ của Séc mà còn của thế giới với các cuộc triển lãm ngắn hạn và thường trực. Tuy nhiên, các bộ sưu tập không được dồn hết vào một tòa nhà để trưng bày mà được đặt rải rác tại các công trình lịch sử khác nhau tại thủ đô Praha hoặc tại các địa phương khác ở Cộng hòa Séc. Trong đó, phòng trưng bày lớn nhất là ở Cung Hội chợ Thương mại (Veletržní Palác), nơi đây sở hữu bộ sưu tập nghệ thuật hiện đại của Phòng trưng bày Quốc gia. Các không gian triển lãm khác thuộc về tu viện Thánh nữ Agnès, cung điện Kinský, cung điện Salm, cung điện Schwarzenberg, cung điện Sternberg và cung điện Wallenstein. Được thành lập vào năm 1796, đây là một trong những phòng trưng bày lâu đời nhất thế giới và là một trong những bảo tàng nghệ thuật lớn nhất tại Trung Âu.

## Lịch sử

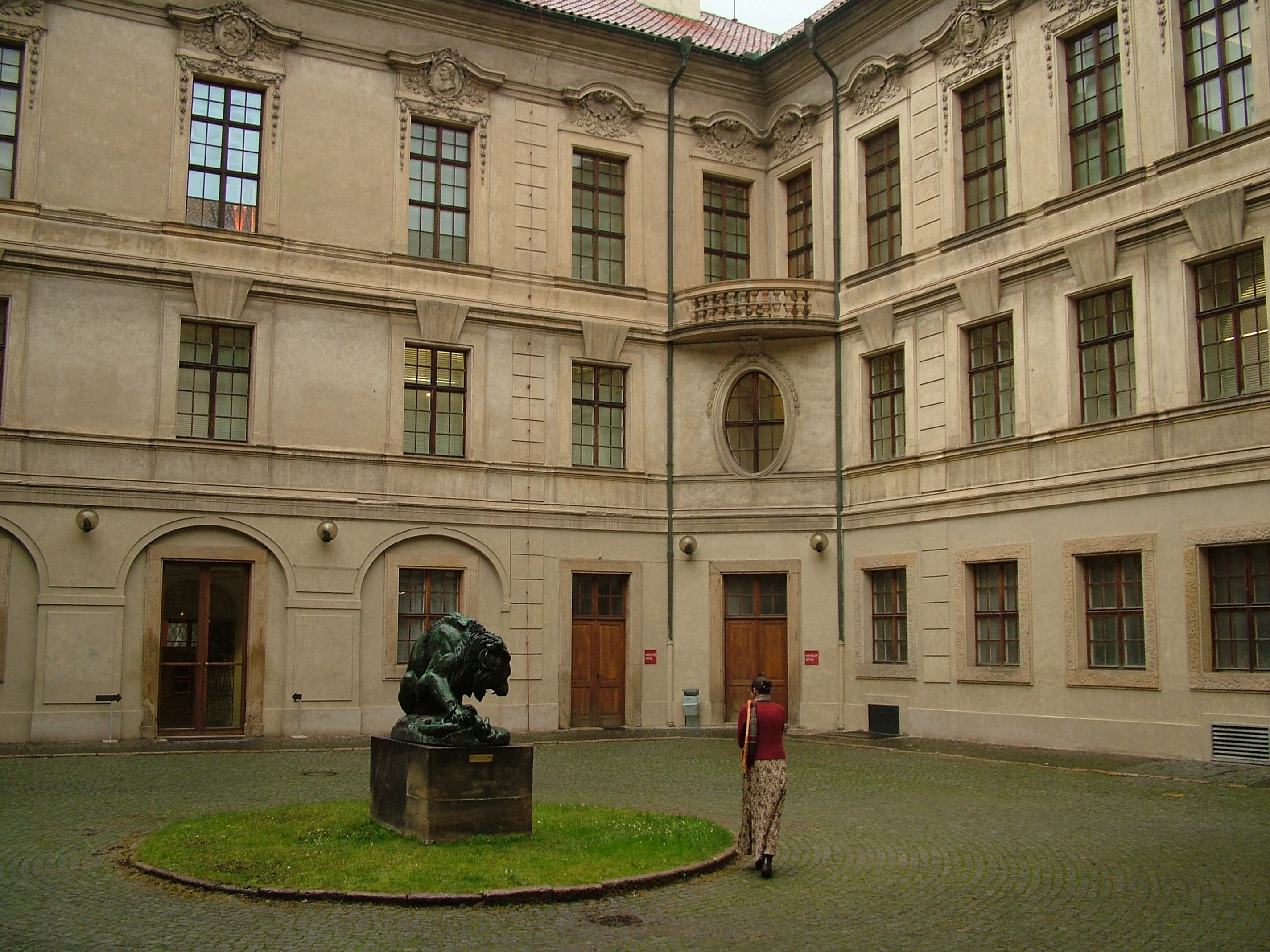
Cung điện Šternberk tại Hradčany

Lịch sử của phòng trưng bày Nghệ thuật Quốc gia Praha bắt đầu từ cuối thể kỷ 18 (cụ thể là vào ngày 5 tháng 2 năm 1796), khi tầng lớp tinh hoa đại diện cho xứ Bohemia (Kolowrat, Sternberg, Nostitz) và tầng lớp trí thức trung lưu quyết định nâng tầm gu thưởng thức nghệ thuật cho người dân địa phương. Từ đó, tổ chức mang tên Hội những Người yêu nước vì Nghệ thuật đã thành lập ra Học viện Mỹ thuật và Phòng trưng bày tranh. Rồi từ năm 1918, phòng trưng bày tranh mới trở thành bộ sưu tập quốc gia của nhà nước Tiệp Khắc mới thành lập.
Năm 1995, các phòng trưng bày mới dành riêng cho nghệ thuật của thế kỷ 19 và thế kỷ 20 đã được mở tại Cung Hội chợ Thương mại (Veletržní Palác). Trong khi, bản thân Cung Hội chợ Thương mại đã là một di tích quốc gia với vai trò là một tòa nhà mang phong cách chủ nghĩa công năng (functionalism) lớn nhất và cũng là một đại diện tiêu biểu sớm nhất cho kiểu kiến trúc này tại thủ đô Praha.
Ngoài ra, còn có tu viện Thánh George tại Hradčany là nơi trước đây từng trưng bày nghệ thuật thời Trung Cổ ở xứ Bohemia và Trung Âu, nghệ thuật Baroque và nghệ thuật thế kỷ 19 của xứ Bohemia.

## Các bộ sưu tập

### Cổ nhân tinh hoa (Old Masters)
- Tu viện Thánh nữ Agnès (Phố Cổ) – Nghệ thuật thời Trung Cổ ở xứ Bohemia và Trung Âu.
- Cung điện Šternberk (Hradčany) – Nghệ thuật Châu Âu từ thời cổ đại đến cuối thời kỳ Baroque.
- Cung điện Schwarzenberg (Hradčany) – Nghệ thuật Baroque ở xứ Bohemia.

### Nghệ thuật thế kỷ 19
- Cung điện Salm (Hradčany)

### Nghệ thuật đương đại

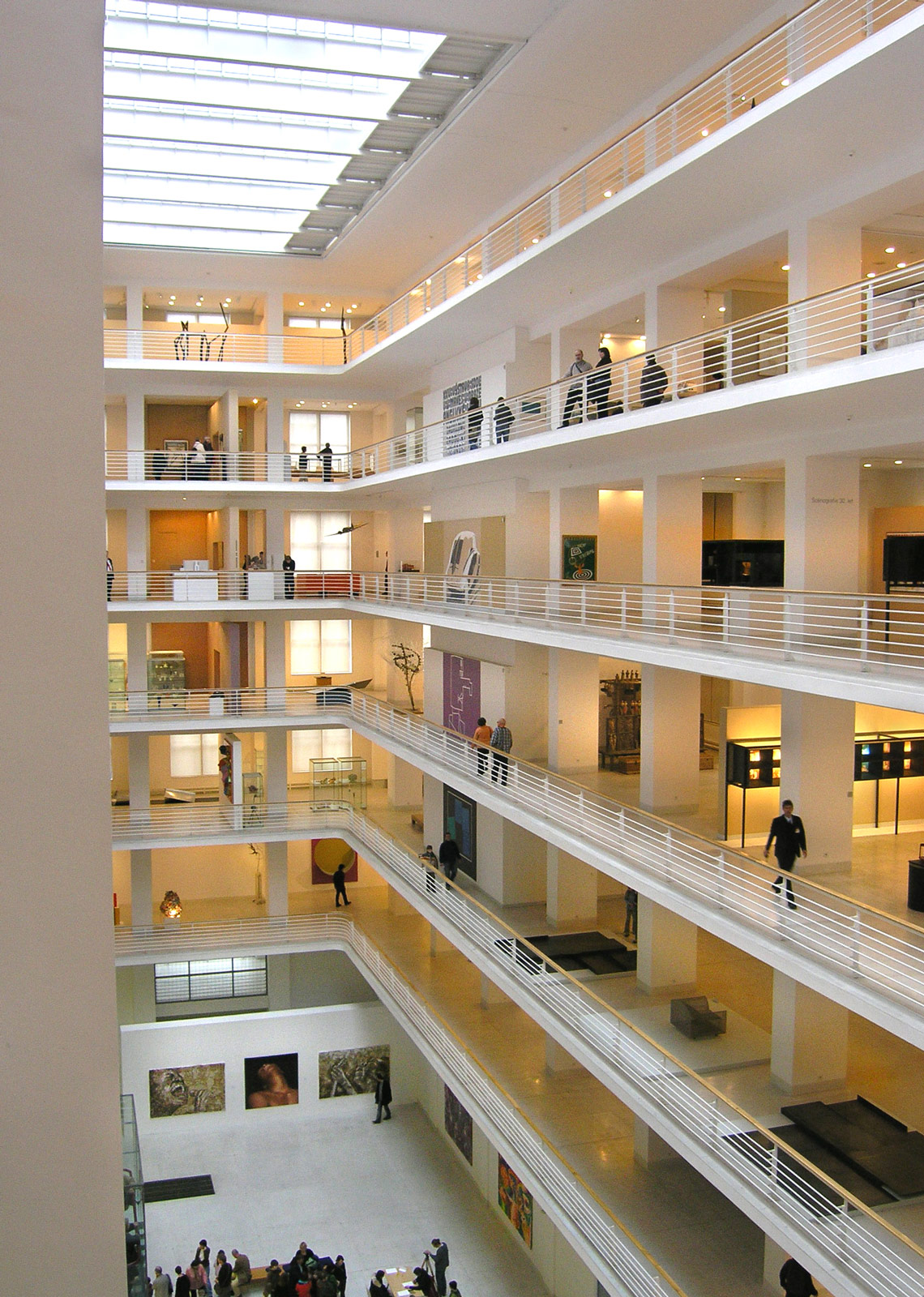
Hội trường ở Cung Hội chợ Thương mại

- Cung Hội chợ Thương mại (Holešovice) – nghệ thuật thế kỷ 19, 20 và 21, đây là bộ sưu tập lớn nhất của Phòng trưng bày nghệ thuật Quốc gia Praha. Từ năm 2012, tác phẩm Sử thi Slav của Alfons Mucha đã được trưng bày tại đây.

Bộ sưu tập nghệ thuật thế giới bao gồm nhiều tác phẩm kinh điển của những bậc thầy hội họa như Picasso, Monet, Van Gogh, Rodin, Gauguin, Cézanne, Renoir, Schiele, Munch, Miró và Klimt; nhiều tác phẩm trong số này được quyên góp từ bộ sưu tập của nhà sử học nghệ thuật Vincenc Kramář.
Riêng Picasso có hẳn một phòng trưng bày riêng cho các tác phẩm của mình. Trong đó có hai bức chân dung tự họa, hai bức tranh khoả thân cùng các tác phẩm trừu tượng. Các tác phẩm của Rodin, được trưng bày ở Praha vào đầu thế kỷ 20 đã có ảnh hưởng sâu sắc đến nghệ thuật điêu khắc của Séc trong nhiều năm sau đó, bao gồm một loạt các bức tượng bán thân về nhiều chủ đề khác nhau.
Ngoài ra, bộ sưu tập tại cung Hội chợ Thương mại còn chứa một số lượng lớn các bức tranh và tác phẩm điêu khắc của Séc và Slovakia, bao gồm các tác phẩm của Alfons Mucha, Otto Gutfreund, František Kupka, T. F. Šimon, Tavik Frantisek Simon (1877-1942), Rudolf Fila, Vincenc Beneš và Bohumil Kubišta. Cùng với tòa nhà Đức Mẹ Đen và bảo tàng Kampa, bộ sưu tập cung Hội chợ thương mại là một trong những bộ sưu tập đáng chú ý nhất của chủ nghĩa lập thể (Cubism) của Séc tại thủ đô Praha. Các tác phẩm nổi bật đại diện cho chủ nghĩa lập thể bao gồm Đôn Ki-hô-tê của Gutfreund, Lễ tang quân đội của Beneš và một loạt các bức tranh của Kupka.
- Tòa nhà Đức Mẹ Đen (Phố Cổ) – Nơi trưng bày các tác phẩm theo chủ nghĩa lập thể của Séc

### Bộ sưu tập đồ họa
- Cung điện Kinský (Phố Cổ)

### Nghệ thuật Phương Đông
- Cung điện Kinský (Phố Cổ) - Nghệ thuật Châu Á và Nghệ thuật Thế giới cổ đại

### Các bộ sưu tập được trưng bày bên ngoài thủ đô Praha
- Lâu đài Kinský Žďár nad Sázavou – Nghệ thuật Baroque từ bộ sưu tập của phòng trưng bày Nghệ thuật Quốc gia ở Praha
- Lâu đài Fryštát ở Karviná – Các tác phẩm nghệ thuật của Séc vào thế kỷ 19 từ bộ sưu tập của phòng trưng bày Nghệ thuật Quốc gia ở Praha

## Các tác phẩm nổi bật

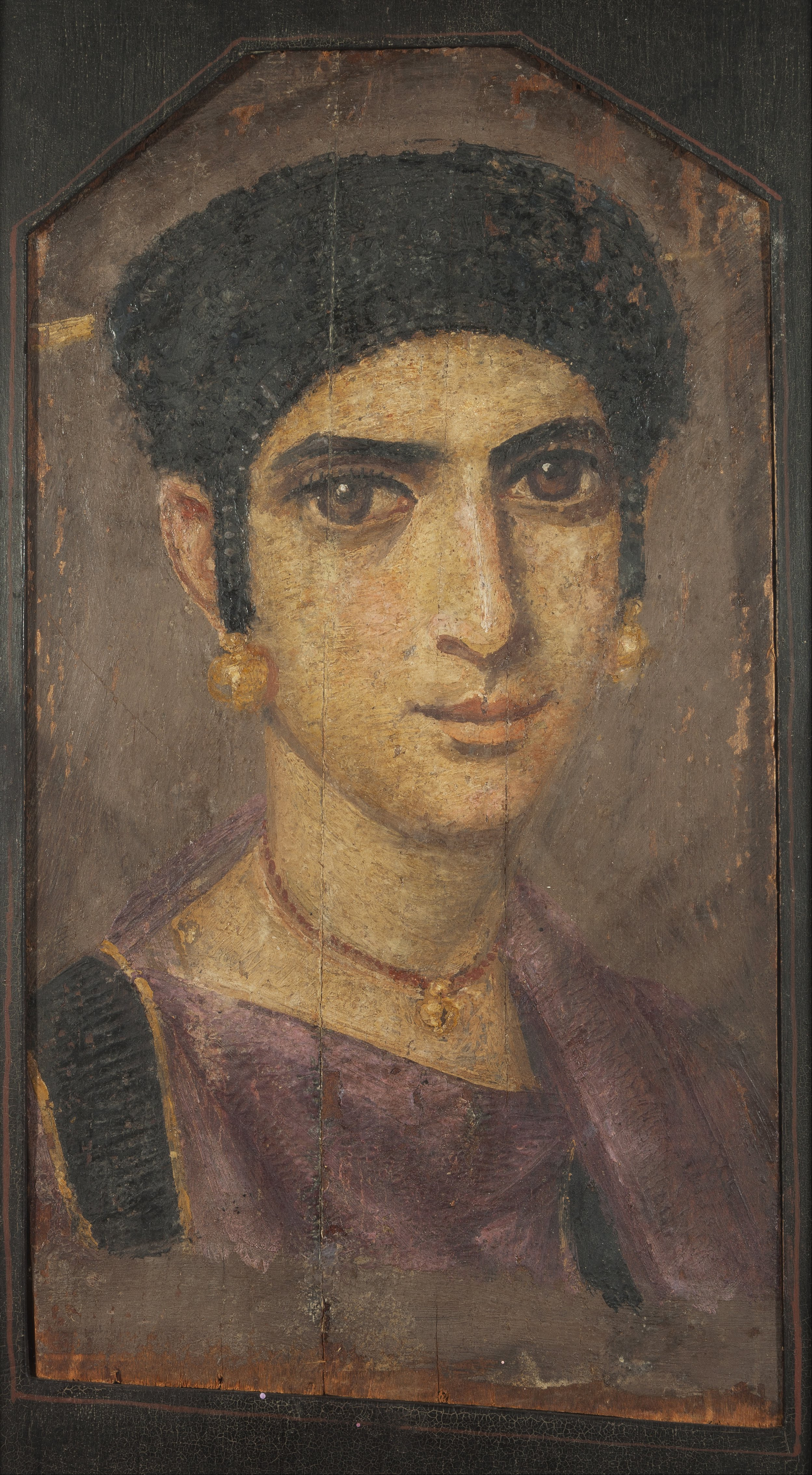
Chân dung một thiếu nữ Ai Cập, thế kỷ 2 sau Công nguyên
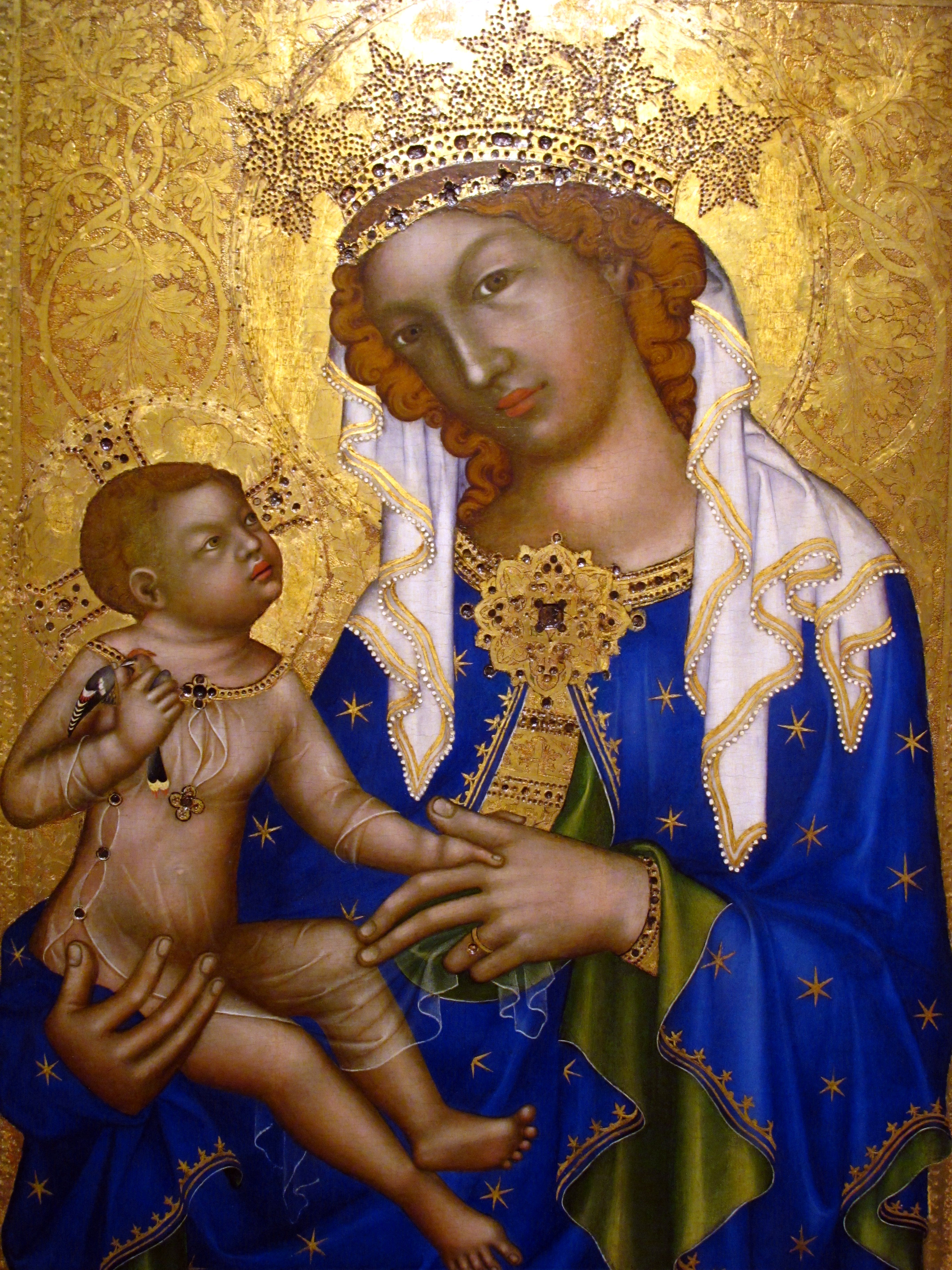
Đức Mẹ Zbraslav, 1340–1350
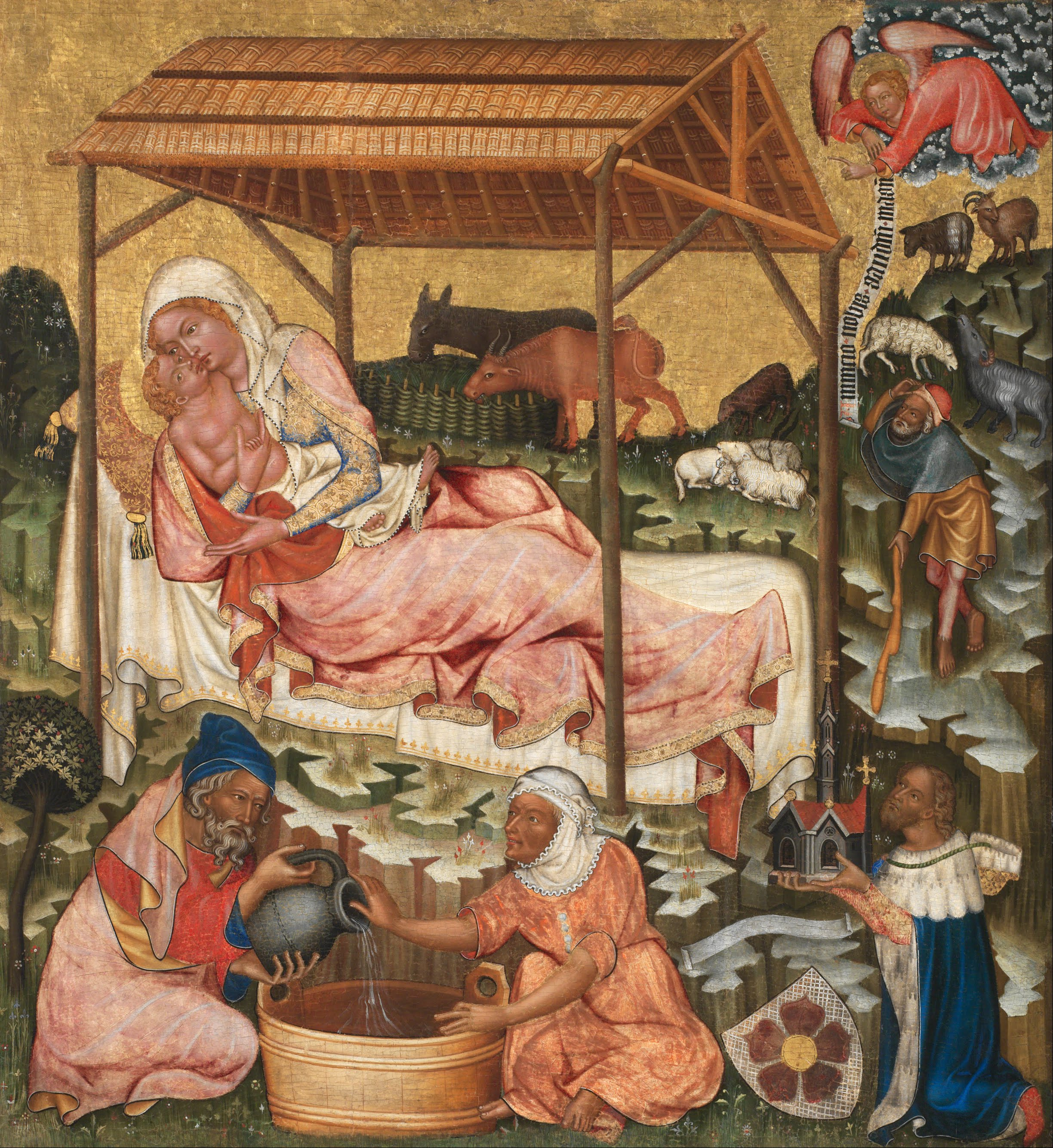
Bàn thờ Vyšší Brod, 1345–1350
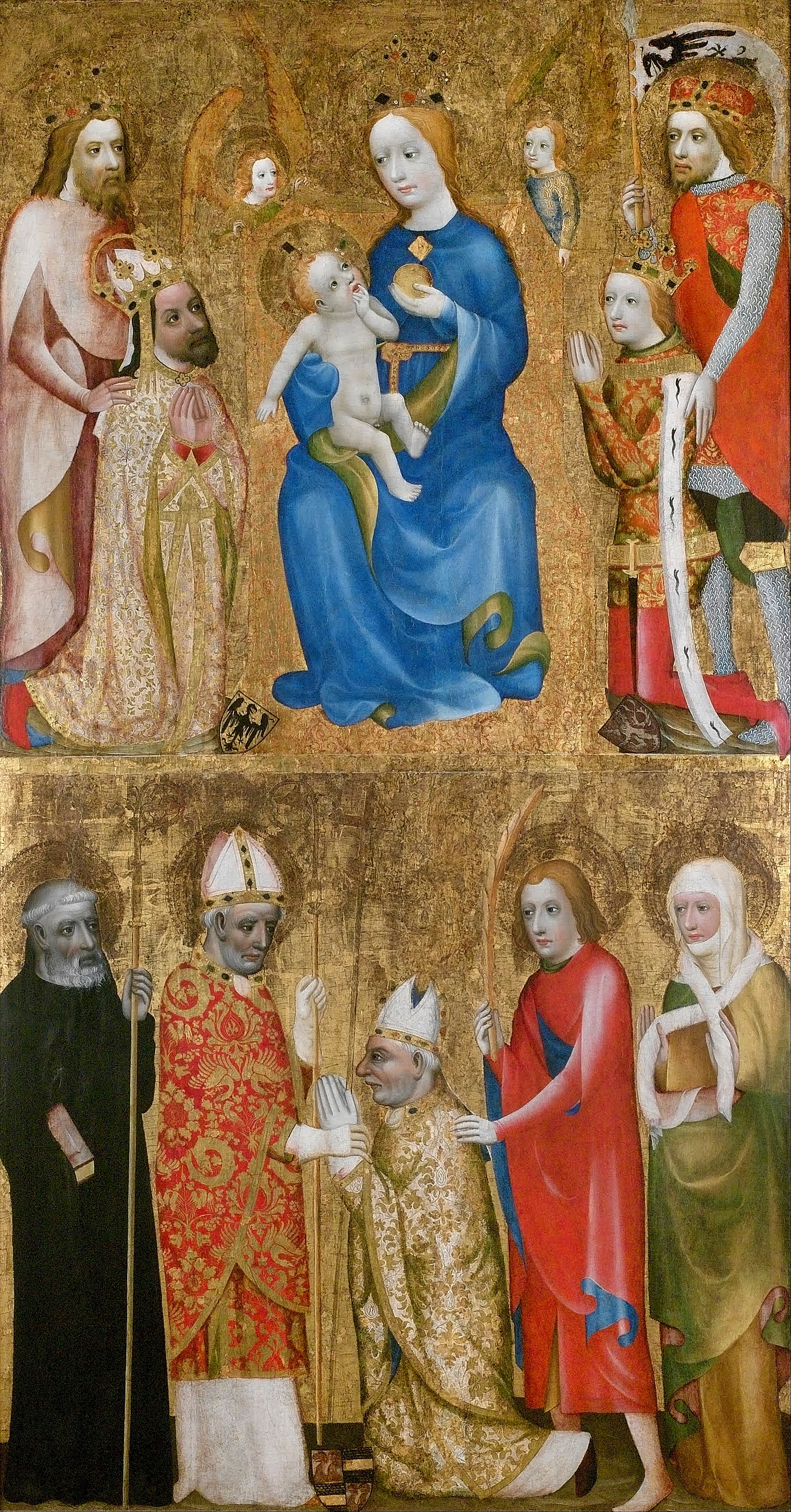
Bảng Votive của Jan Očko ở Vlašim, 1370
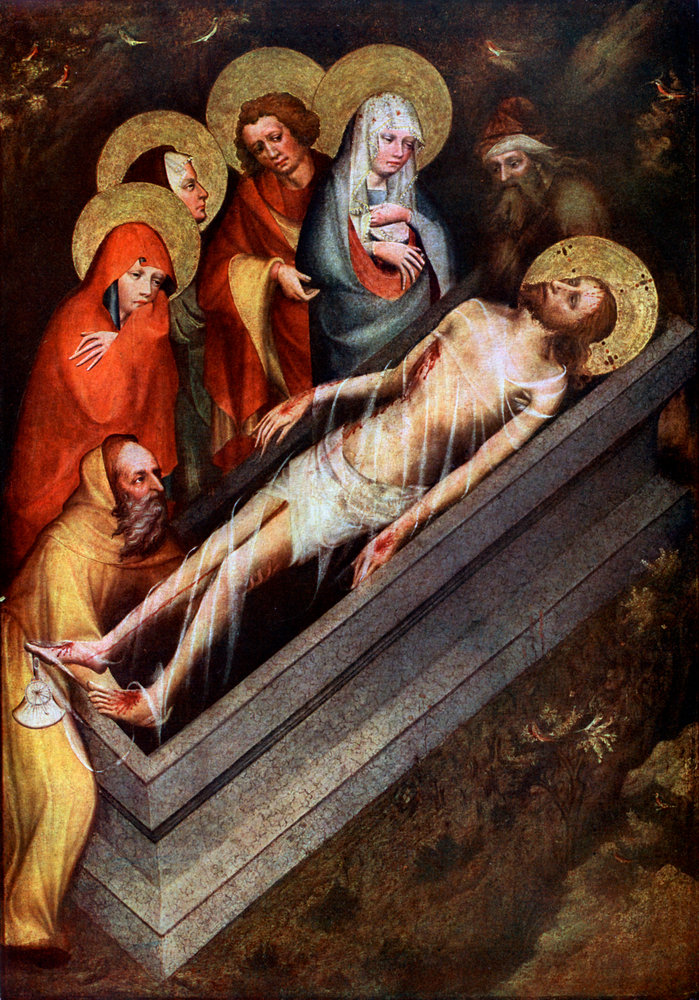
Bàn thờ Třeboň, 1380–1390
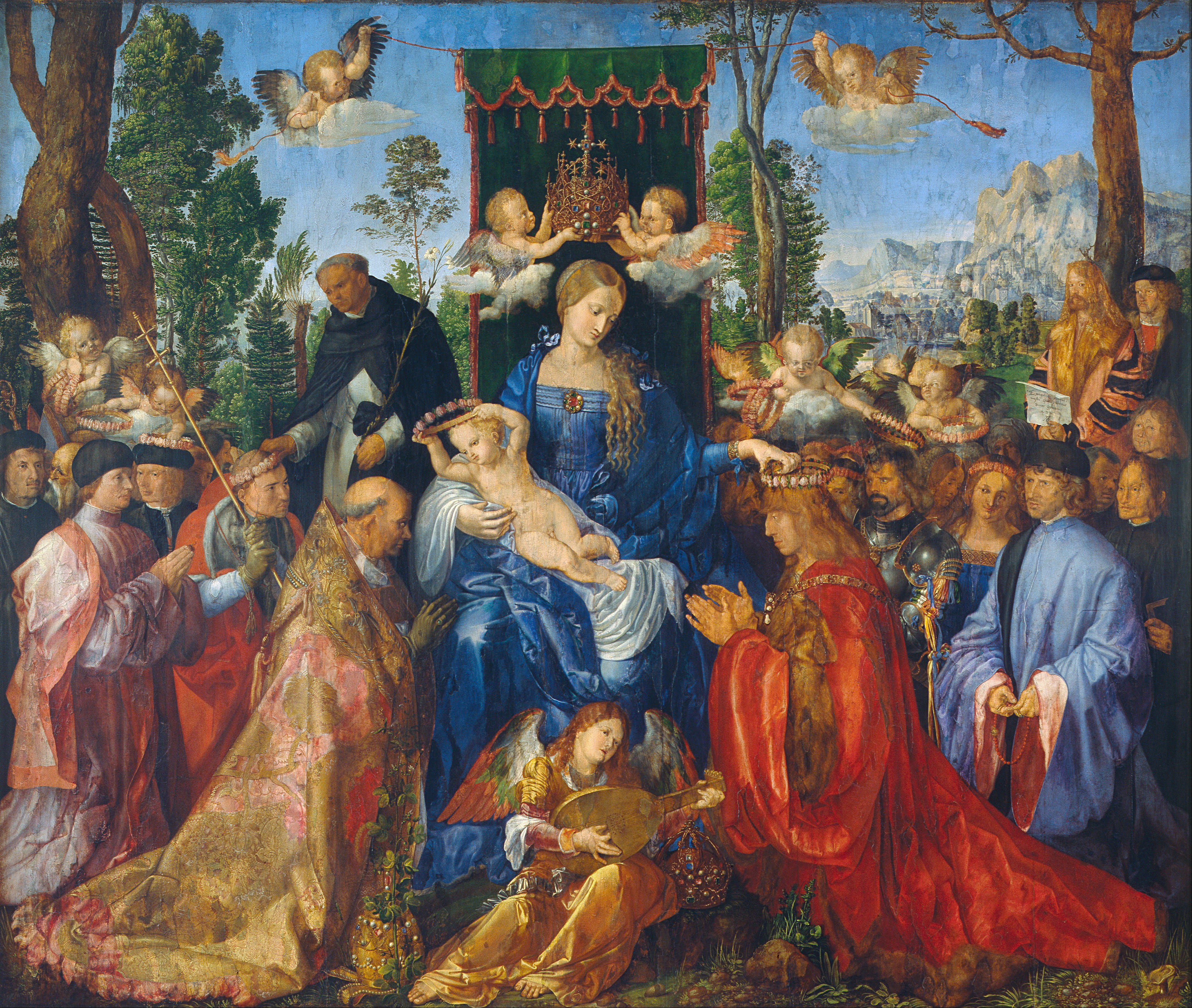
Lễ Đức Mẹ Mân Côi, Albrecht Dürer, 1506
Adam và Eve, Lucas Cranach, khoảng 1538
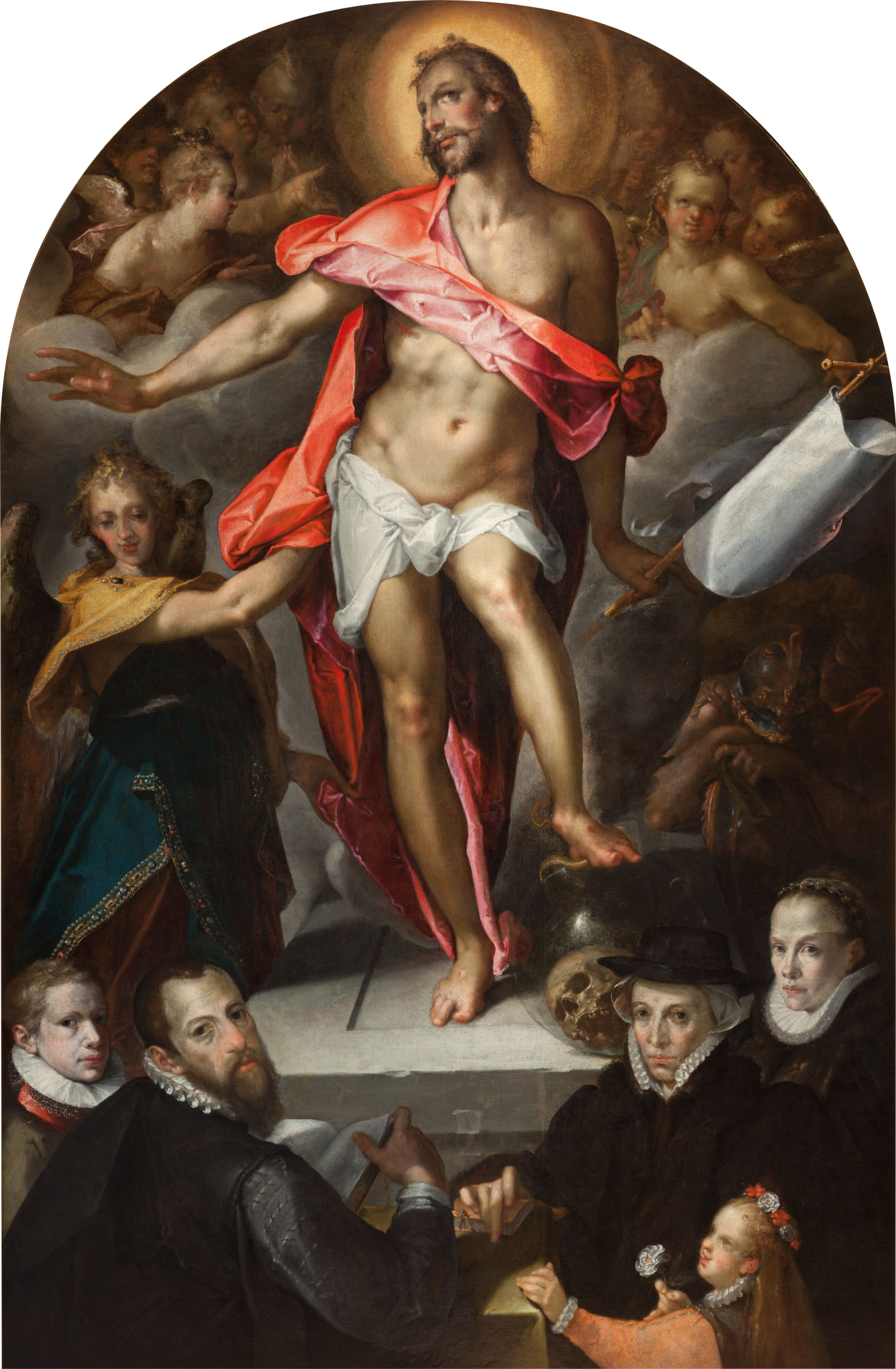
Văn bia của thợ kim hoàn Nicolas Müller ở Praha, Bartholomaeus Spranger, 1592–1593
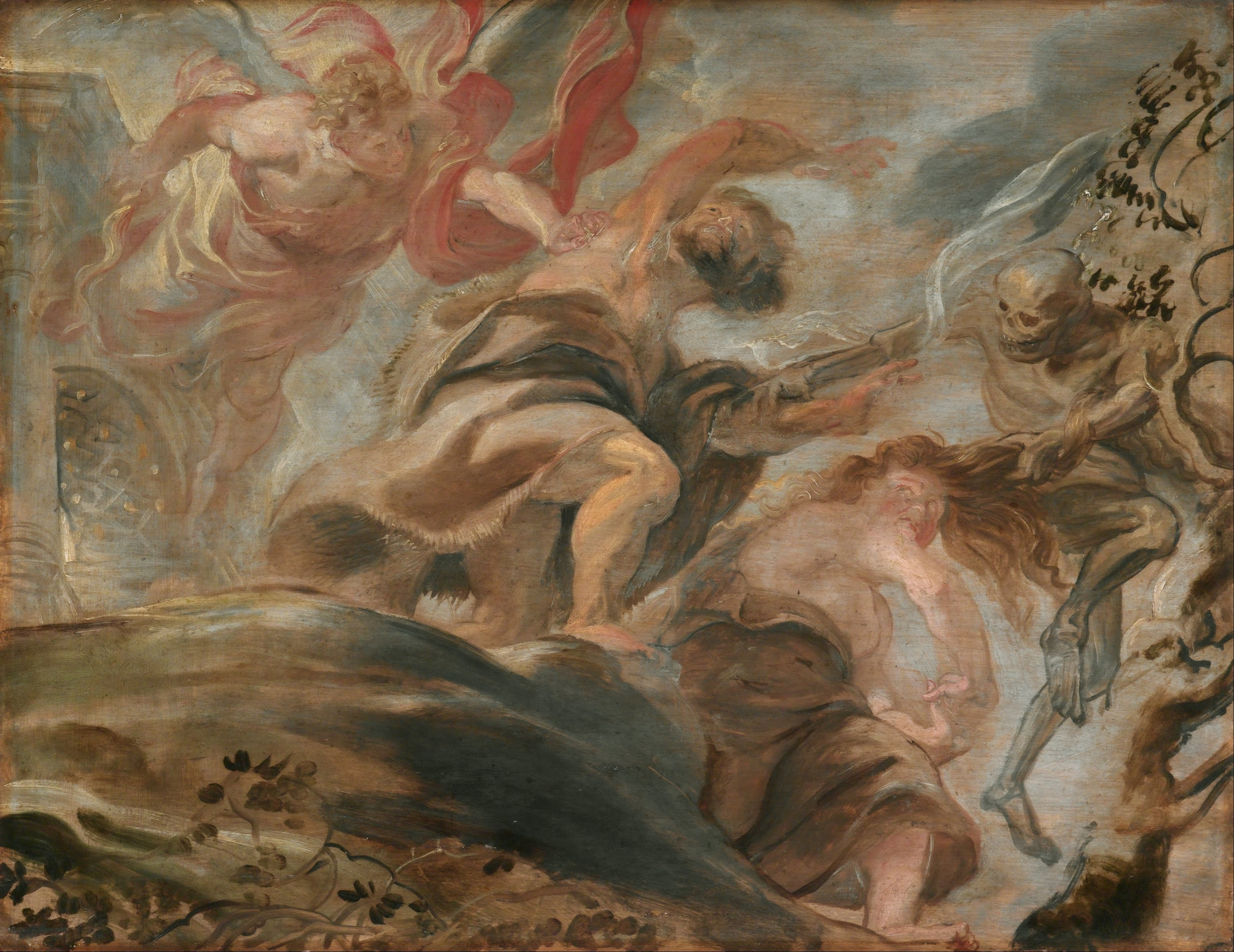
Trục xuất khỏi Vườn Địa Đàng, Peter Paul Rubens, 1620
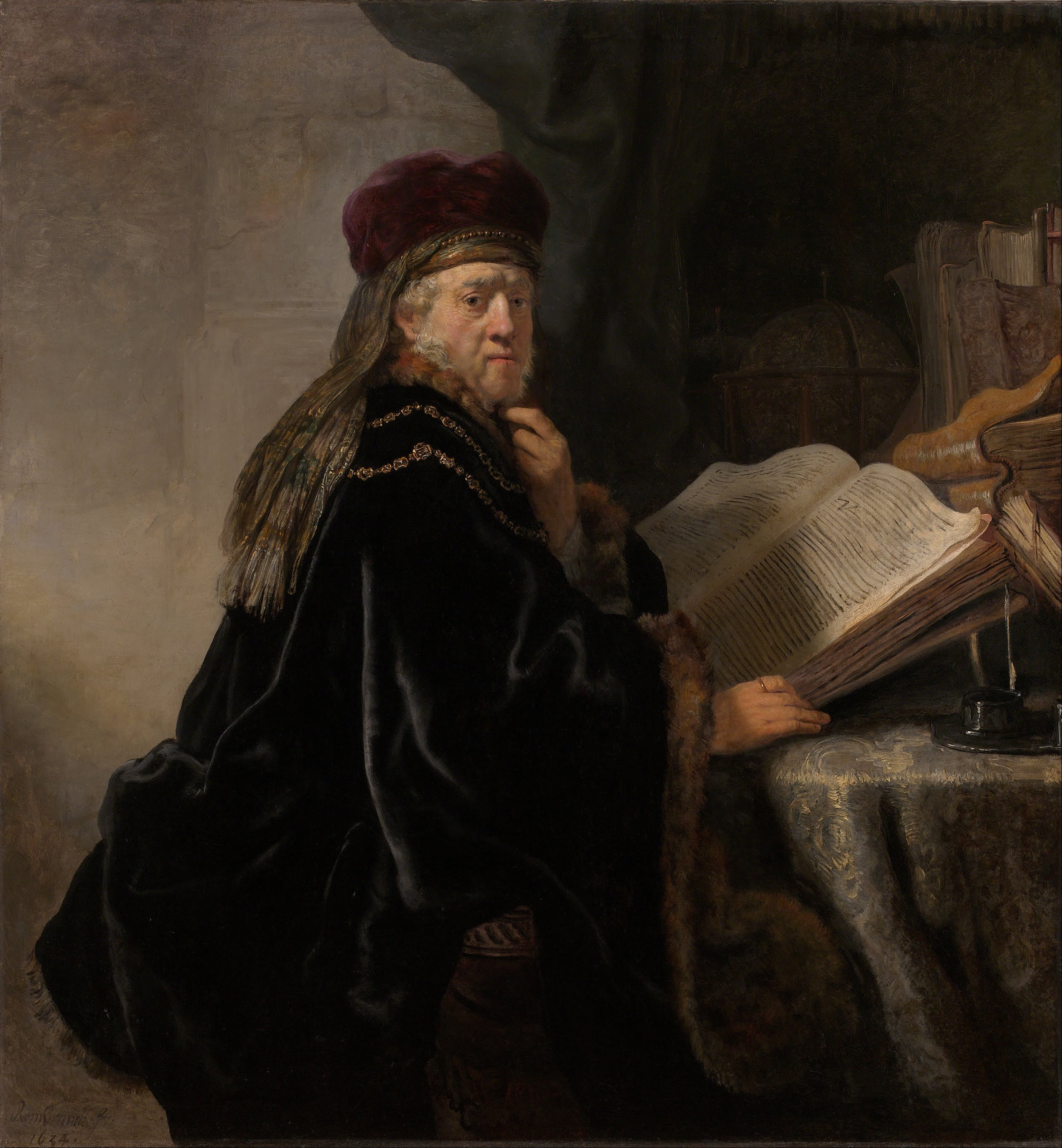
Vị học giả bên bàn làm việc, Rembrandt van Rijn, 1634
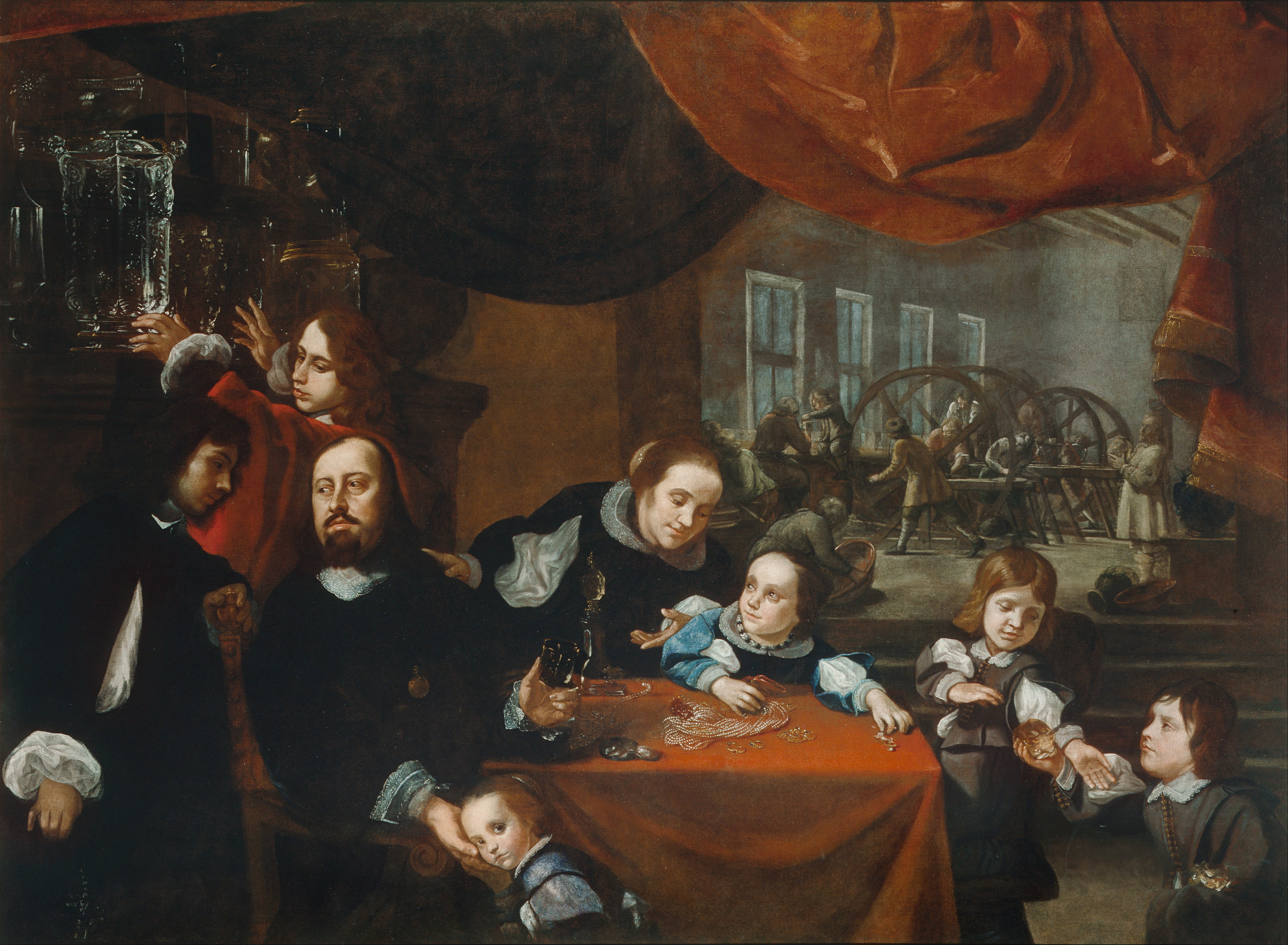
Chân dung người thợ chế tác đá quý Dionysio Miseroni bên gia đình, Karel Škréta, 1653
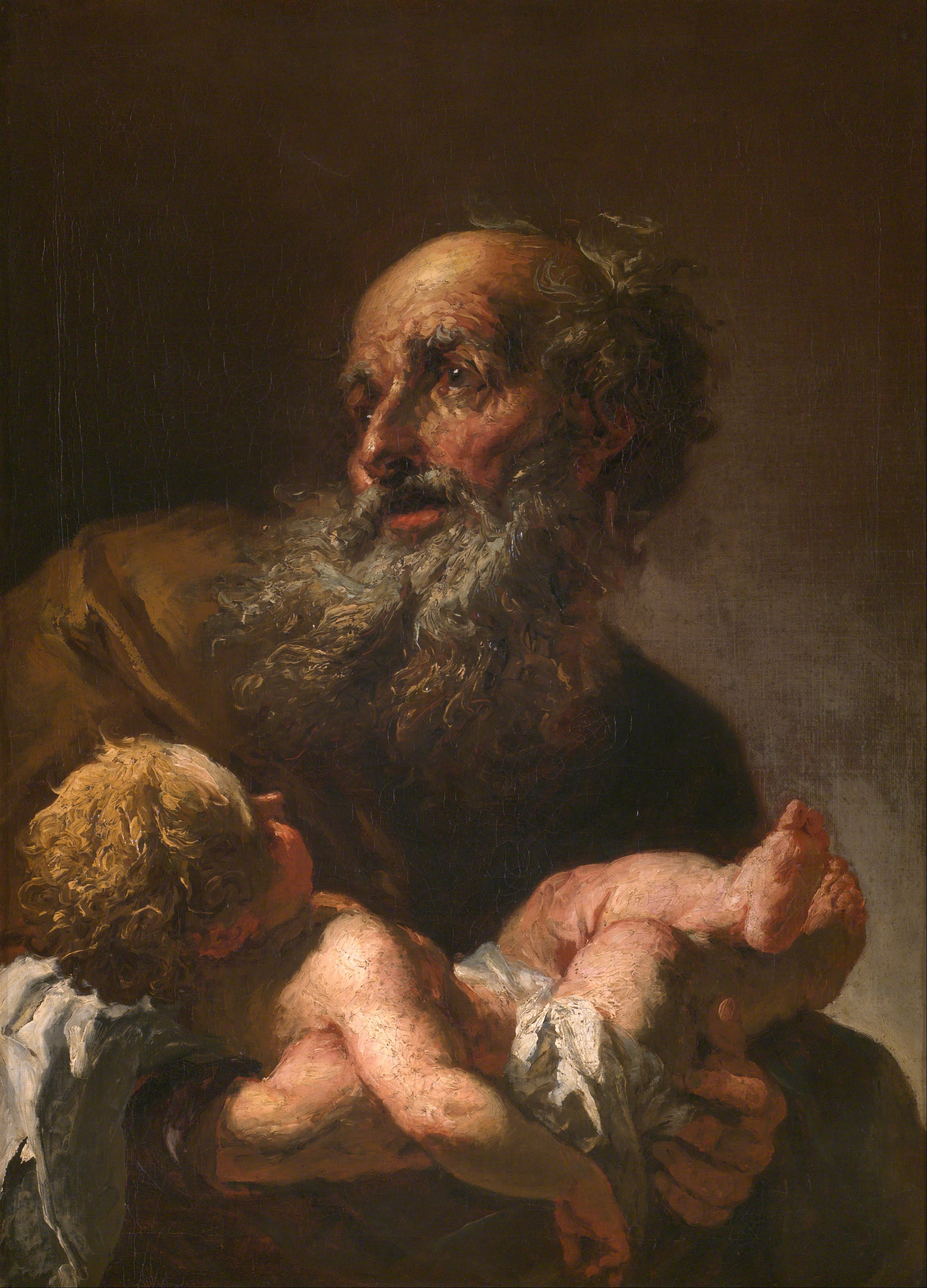
Simeon bên Chúa Hài Đồng, Petr Brandl, 1725
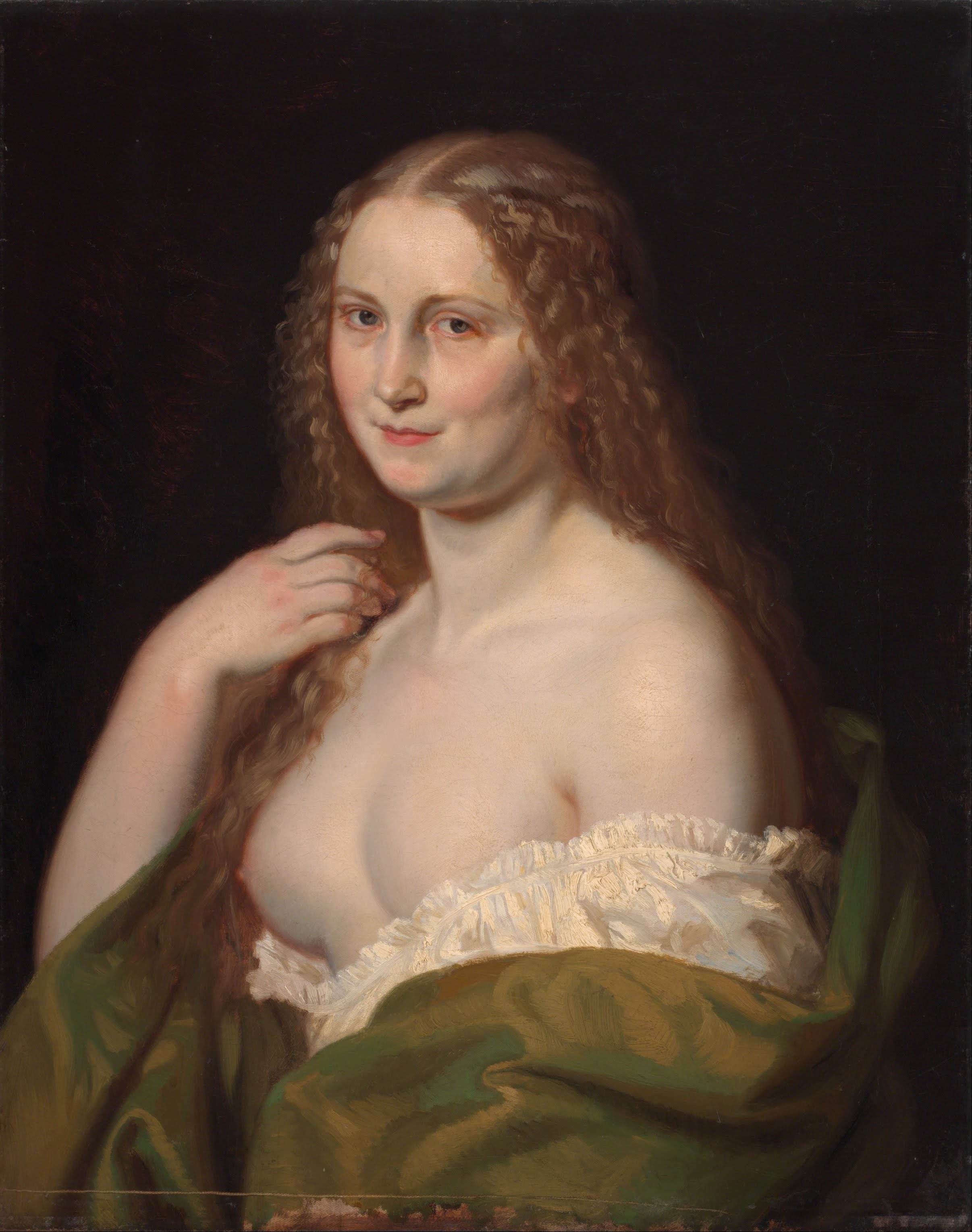
Josephine, Josef Mánes, 1855
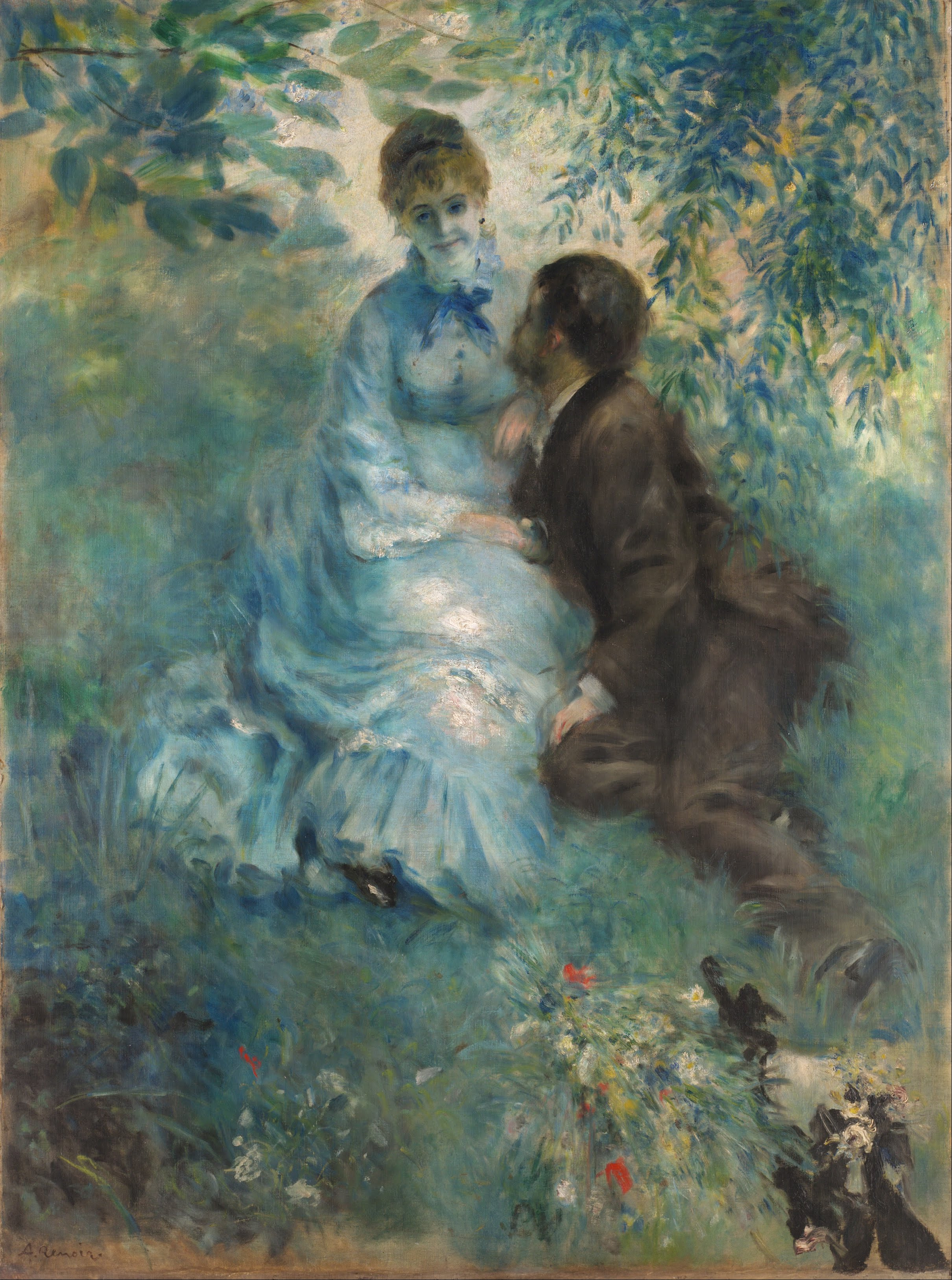
Cặp tình nhân, Auguste Renoir, 1875
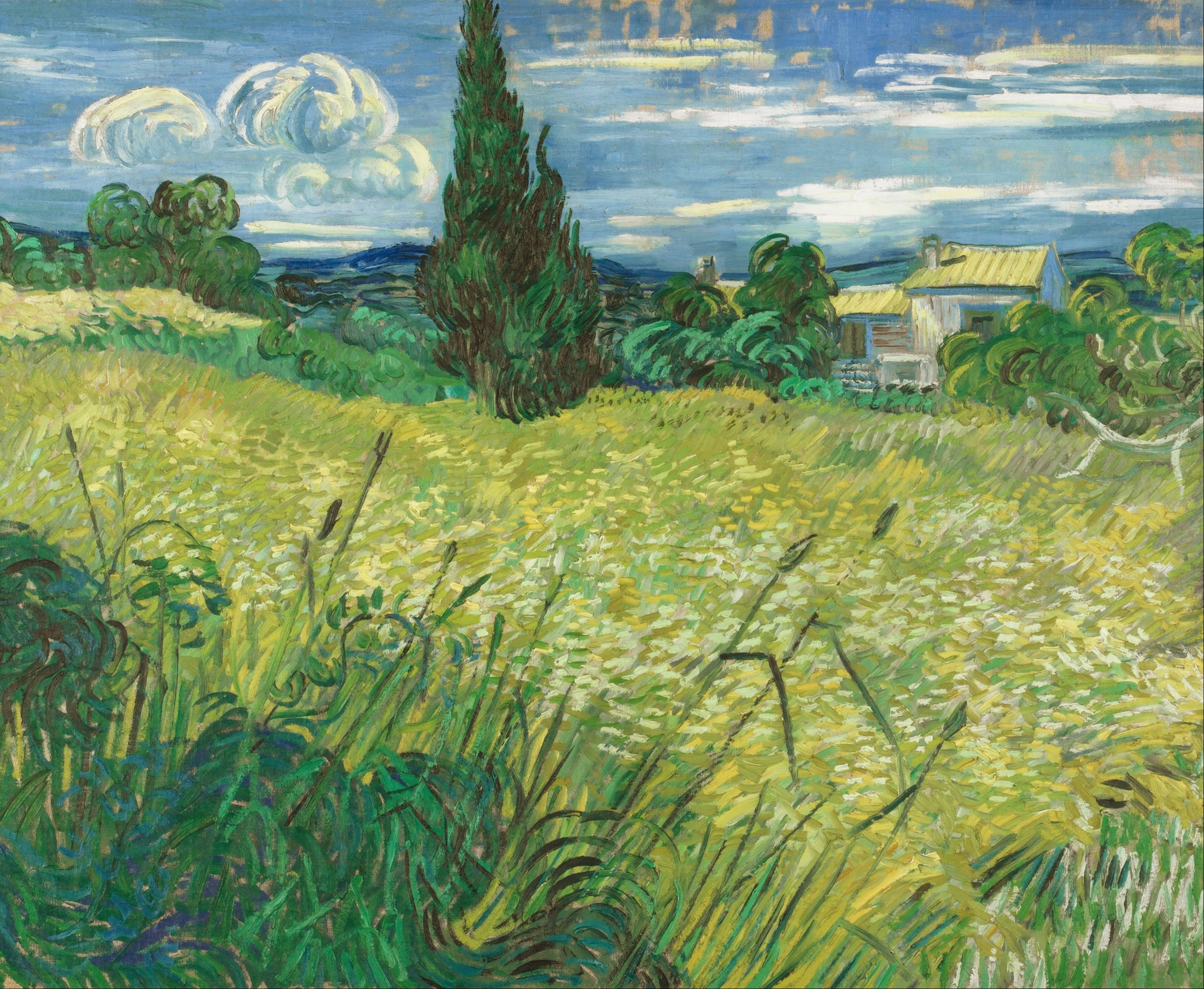
Cánh đồng lúa mì xanh với cây bách, Vincent van Gogh, 1889
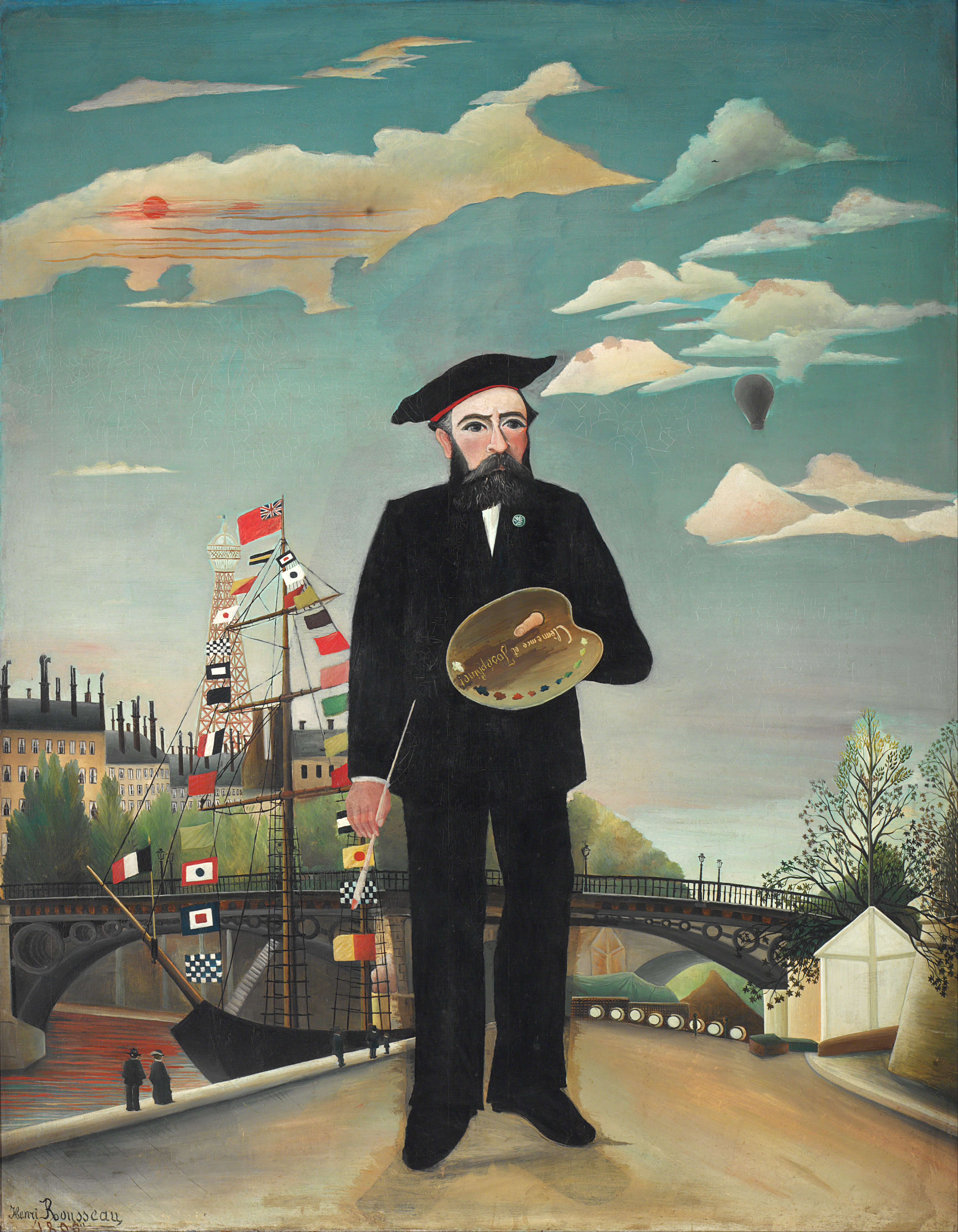
Chân dung tự họa, Henri Rousseau, 1890
Ám sát trong nhà, Jakub Schikaneder, 1890
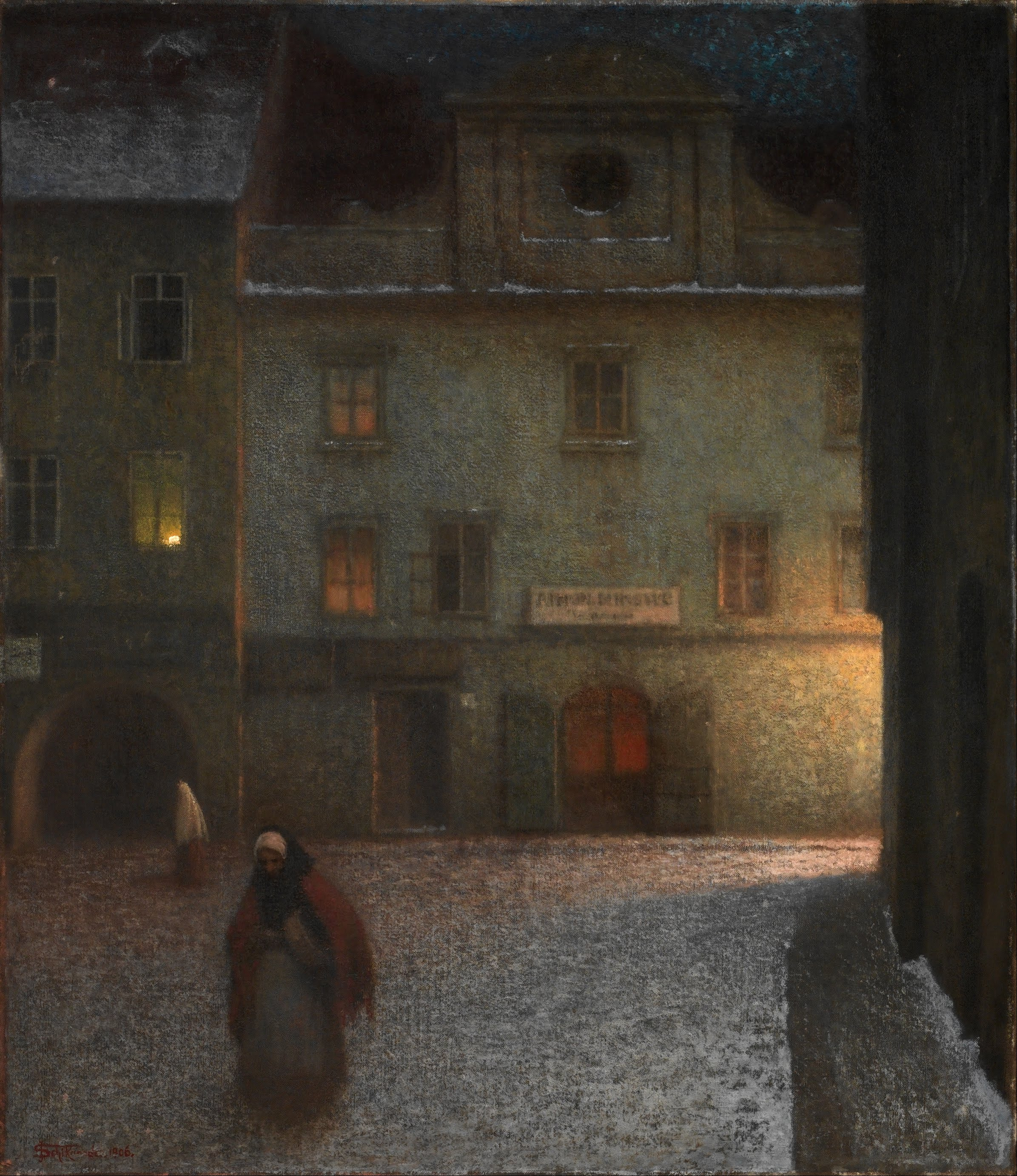
Phố khuya, Jakub Schikaneder, 1906
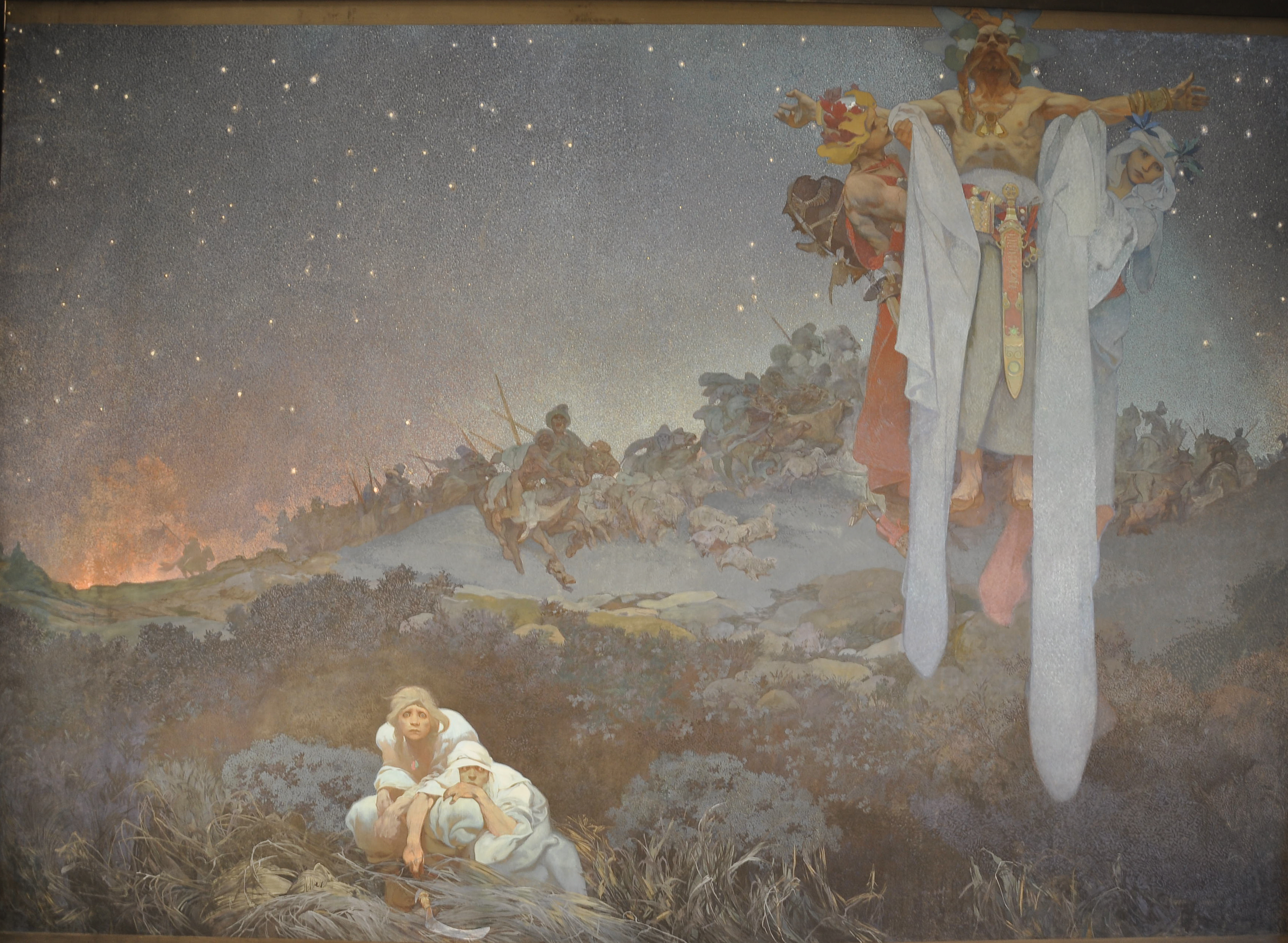
Sử thi Slav, Alphonse Mucha, 1912
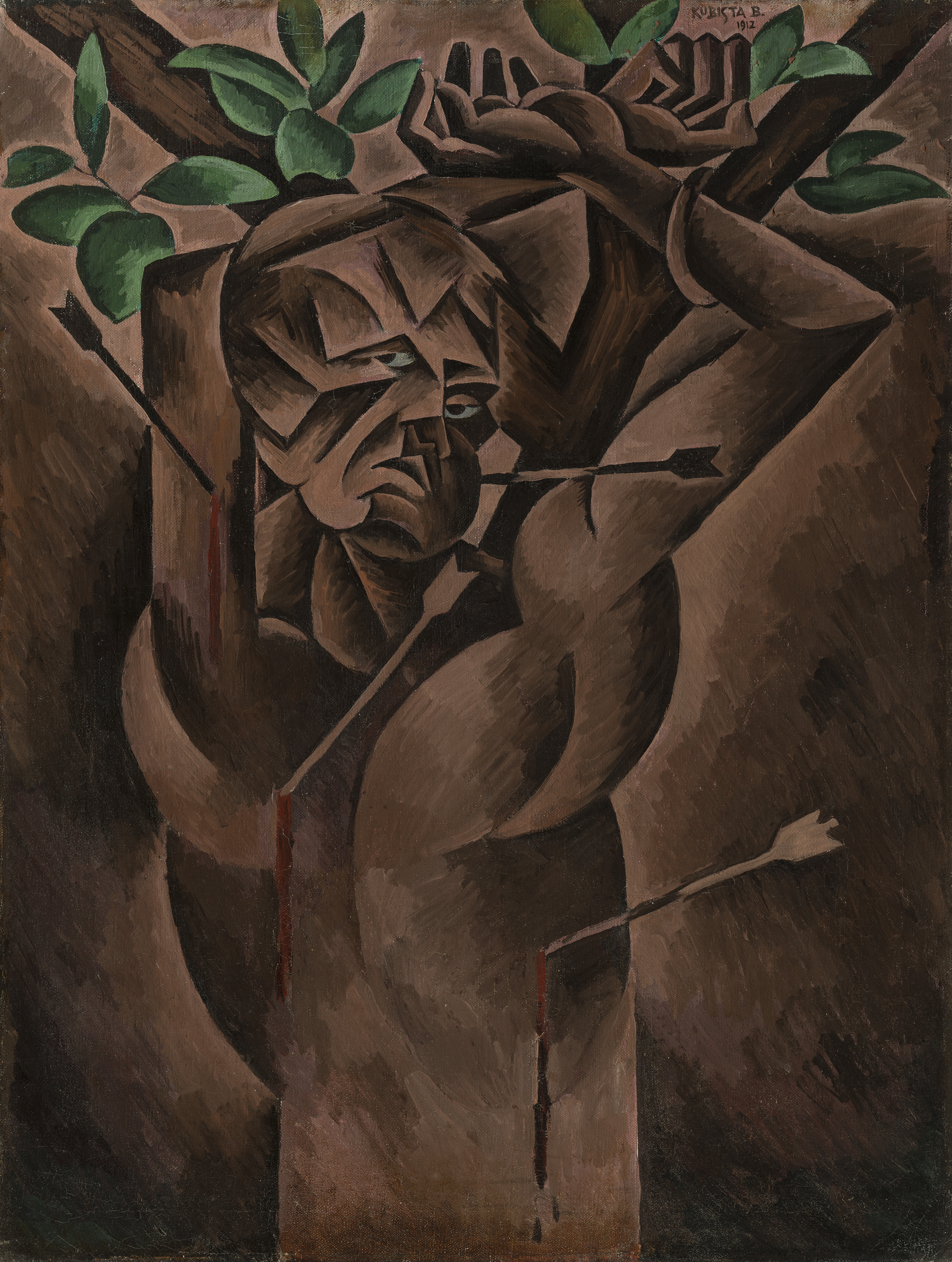
Thánh Sêbastianô, Bohumil Kubišta, 1912
Thiếu nữ, Gustav Klimt, 1913
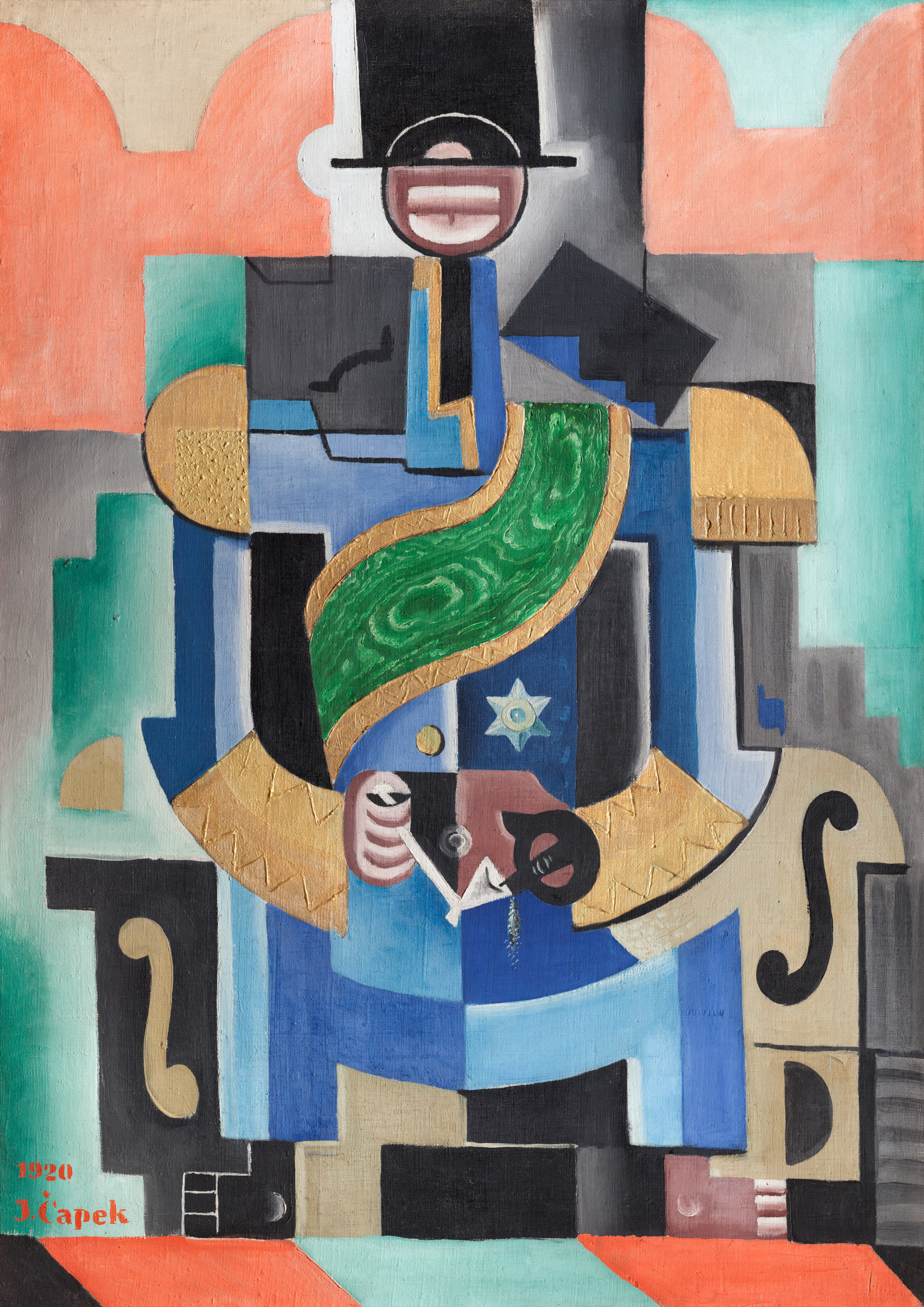
Vua Châu Phi, Josef Čapek, 1920